# Markus Leoson
Markus Leoson, född 16 augusti 1970 i Sjögestads församling, Östergötlands län, är slagverkare, cimbalomspelare och pedagog.

## Biografi
Markus Leoson började som sextonåring vid Kungl. Musikhögskolan i Stockholm. 1990 anställdes han som slagverkare i Kungl. Hovkapellet och blev tre år senare solopukslagare i samma orkester. Däremellan var han även pukslagare i Danmarks Radios symfoniorkester. Efter hans vinst i svenska Solistpriset 1995 tog hans solokarriär fart med solistengagemang vid ett flertal europeiska symfoniorkestrar, recitaler och CD-inspelningar. 2008 blev han professor vid "Hochschule für Musik Franz Liszt Weimar" i Tyskland. Han har uruppfört ca 60 verk av internationella tonsättare varav de flesta är tillägnade Leoson.

## Diskografi (urval)
Percussion (Caprice 21466); Marimbolino (nosag CD 059); Markussion (nosag CD 071); Malletiana (Caprice 21743); Colludo (nosag CD 129)
Leosons kompositioner är förlagda på Norsk Musikforlag.

## Utmärkelser (urval)
1:a pris Solistpriset, Stockholm (1995); 2:a pris Nordisk Solisttävling, Reykjavik (1995); Artist in Residence vid Sveriges Radio P2 (1996-97); 

1:a pris vid EBU:s IFYP Competition, Bratislava (1997); 2:a pris vid ARD:s Musikwettbewerb i München (1997)